# Brushton
Brushton és una població dels Estats Units a l'estat de Nova York. Segons el cens del 2000 tenia 479 habitants.

## Demografia
Segons el cens del 2000, Brushton tenia 479 habitants, 213 habitatges, i 119 famílies. La densitat de població era de 660,5 habitants/km².
Dels 213 habitatges en un 26,8% hi vivien nens de menys de 18 anys, en un 42,3% hi vivien parelles casades, en un 8,9% dones solteres, i en un 43,7% no eren unitats familiars. En el 36,6% dels habitatges hi vivien persones soles el 18,8% de les quals corresponia a persones de 65 anys o més que vivien soles. El nombre mitjà de persones vivint en cada habitatge era de 2,25 i el nombre mitjà de persones que vivien en cada família era de 2,96.
Per edats la població es repartia de la següent manera: un 24,6% tenia menys de 18 anys, un 7,5% entre 18 i 24, un 23,8% entre 25 i 44, un 26,1% de 45 a 60 i un 18% 65 anys o més.
L'edat mediana era de 40 anys. Per cada 100 dones de 18 o més anys hi havia 92 homes.
La renda mediana per habitatge era de 18.750 $ i la renda mediana per família de 29.722 $. Els homes tenien una renda mediana de 29.219 $ mentre que les dones 17.292 $. La renda per capita de la població era de 13.674 $. Entorn del 13,4% de les famílies i el 19,4% de la població estaven per davall del llindar de pobresa.